# Football aux Jeux méditerranéens
Le football a été joué régulièrement aux Jeux méditerranéens depuis l'année 1951 pour les hommes. L'Italie est l'équipe la plus titrée. Depuis 1991, les équipes nationales ne sont plus autorisées, ce qui signifie que seules les équipes de jeunes participent au tournoi.

## Résultats
| N°  | Année | Pays hôte   |                                                   | 1er place                                         | Résultat                                          | 2e place |              | 3e place        | Résultat | 4e place |
| 1er | 1951  | Égypte      | Grèce                                             | n/a                                               | Égypte                                            | Syrie    | n/a          | Pas de 4e place |          |          |
| 2e  | 1955  | Espagne     | Égypte                                            | n/a                                               | Espagne                                           | France   | n/a          | Syrie           |          |          |
| 3e  | 1959  | Liban       | Italie                                            | n/a                                               | Turquie                                           | Liban    | n/a          | Pas de 4e place |          |          |
| 4e  | 1963  | Italie      | Italie                                            | 3–0                                               | Turquie                                           | Espagne  | 2–1          | Maroc           |          |          |
| 5e  | 1967  | Tunisie     | France 0–0 (Pro.) Italie (Médaille d'or partagée) | France 0–0 (Pro.) Italie (Médaille d'or partagée) | France 0–0 (Pro.) Italie (Médaille d'or partagée) | Espagne  | 2–1          | Turquie         |          |          |
| 6e  | 1971  | Turquie     | Yougoslavie                                       | 1–0                                               | Tunisie                                           | Turquie  | 1–0 (Pro.)   | R.A.U.          |          |          |
| 7e  | 1975  | Algérie     | Algérie                                           | 3–2 (Pro.)                                        | France                                            | Tunisie  | 1–1 (4–3 p.) | Maroc           |          |          |
| 8e  | 1979  | Yougoslavie | Yougoslavie                                       | 3–0                                               | France                                            | Algérie  | 2–1          | Grèce           |          |          |
| 9e  | 1983  | Maroc       | Maroc                                             | 3–0                                               | Turquie                                           | Égypte   | 0–0 (5–2 p.) | France          |          |          |
| 10e | 1987  | Syrie       | Syrie                                             | 2–1                                               | France                                            | Turquie  | 1–0 (Pro.)   | Grèce           |          |          |
| 11e | 1991  | Grèce       | Grèce                                             | 3–1                                               | Turquie                                           | Maroc    | 3–2          | Yougoslavie     |          |          |
| 12e | 1993  | France      | Turquie                                           | 2–0                                               | Algérie                                           | France   | 2–1          | Italie          |          |          |
| 13e | 1997  | Italie      | Italie                                            | 5–1                                               | Turquie                                           | Grèce    | 1–0          | Espagne         |          |          |
| 14e | 2001  | Tunisie     | Tunisie                                           | 1–0                                               | Italie                                            | France   | 2–0          | Turquie         |          |          |
| 15e | 2005  | Espagne     | Espagne                                           | 1–0                                               | Turquie                                           | Libye    | 1–1 (4–3 p.) | Maroc           |          |          |
| 16e | 2009  | Italie      | Espagne                                           | 2–1                                               | Italie                                            | Libye    | 0–0 (8–7 p.) | France          |          |          |
| 17e | 2013  | Turquie     | Maroc                                             | 2–2 (3–2 p.)                                      | Turquie                                           | Tunisie  | 4–0          | Libye           |          |          |
| 18e | 2018  | Espagne     | Espagne                                           | 3–2                                               | Italie                                            | Maroc    | 0–0 (7–6 p.) | Grèce           |          |          |
| 19e | 2022  | Algérie     | France                                            | 1–0                                               | Italie                                            | Maroc    | 4–2          | Turquie         |          |          |

### Médailles (1951-2022)
| Rang | Nation      | 1er | 2e | 3e | Totaux |
| ---- | ----------- | --- | -- | -- | ------ |
| 1    | Italie      | 4   | 4  | 0  | 8      |
| 2    | Espagne     | 3   | 1  | 2  | 6      |
| 3    | France      | 2   | 3  | 3  | 8      |
| 4    | Maroc       | 2   | 0  | 3  | 5      |
| 5    | Grèce       | 2   | 0  | 1  | 3      |
| 6    | Yougoslavie | 2   | 0  | 0  | 2      |
| 7    | Turquie     | 1   | 7  | 2  | 10     |
| 8    | Tunisie     | 1   | 1  | 2  | 4      |
| 9    | Algérie     | 1   | 1  | 1  | 3      |
| 9    | Égypte      | 1   | 1  | 1  | 3      |
| 11   | Syrie       | 1   | 0  | 1  | 2      |
| 12   | Libye       | 0   | 0  | 2  | 2      |
| 13   | Liban       | 0   | 0  | 1  | 1      |